# Felicisti
I felicisti (in spagnolo Felicistas) era il termine con cui si designavano durante la rivoluzione messicana i sostenitori di Félix Díaz, generale, nipote dell'ex-presidente e dittatore del Messico Porfirio Díaz, deposto dall'insurrezione guidata da Francisco Madero nel 1910.

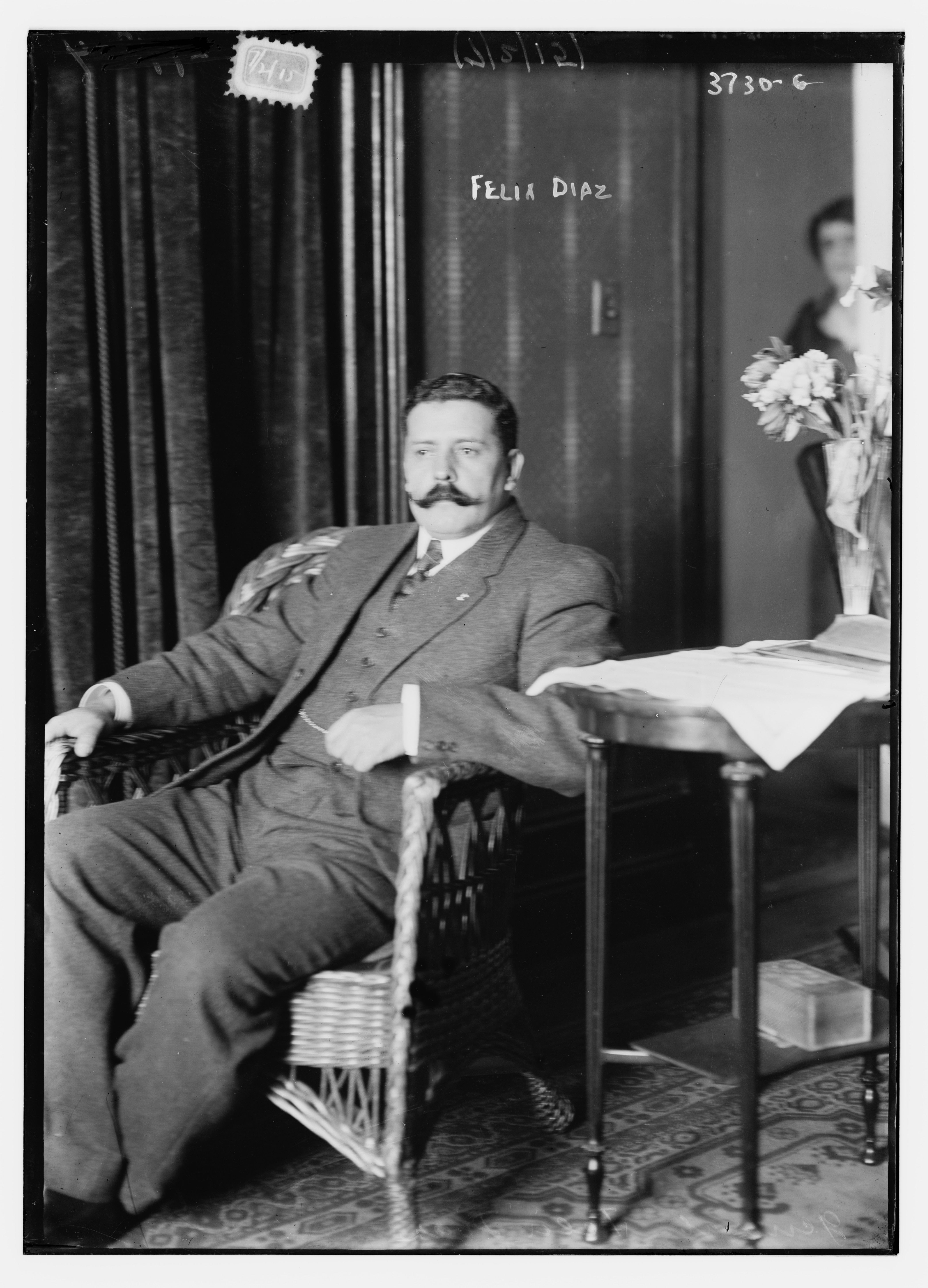
Félix Díaz Velasco nel 1915

Essi non ebbero mai un peso reale negli eventi rivoluzionari in quanto praticamente nessuno allora in Messico auspicava a una restaurazione della famiglia Díaz, la quale aveva guidato la Nazione in modo tirannico per almeno tre decenni a discapito del popolo messicano. Infatti i sostenitori di Félix Díaz erano tutti solo accesi conservatori che non riconobbero mai il governo democratico di Madero e in seguito nemmeno l'altrettanto autoritario governo costituzionalista di Venustiano Carranza. La forza non ebbe inoltre mai nessun supporto politico, finanziario o militare da parte di paesi esteri, come ad esempio gli Stati Uniti d'America, i quali ebbero in generale un pieno coinvolgimento negli affari messicani durante la Rivoluzione.

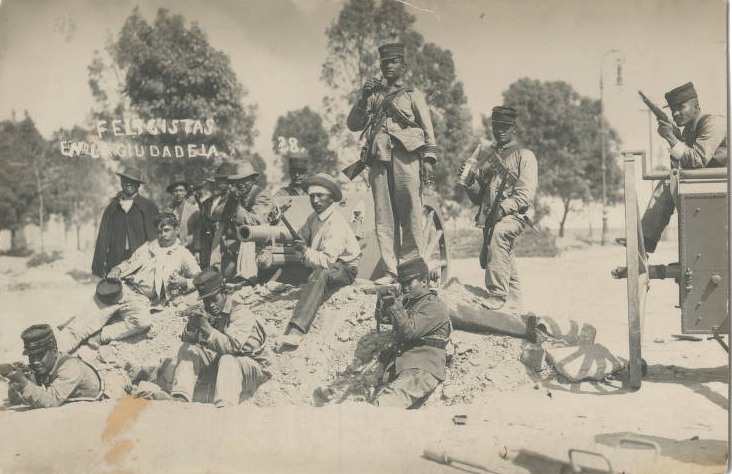
Soldati felicisti nel 1913

Solo durante la breve parentesi del governo dittatoriale di Victoriano Huerta, il quale  aveva deposto Madero e il suo vicepresidente José María Pino Suárez con un colpo di Stato chiamato Decade tragica (9 - 19 febbraio 1913), nel biennio 1913-1914 i sostenitori del Porfiriato tornarono sulla scena politica nazionale come alleati di Huerta contro le forze rivoluzionarie del Piano di Guadalupe e Félix Díaz che fece da ambasciatore messicano in Giappone. Tuttavia dopo essere tornato fu talmente tartassato da Huerta che lo costrinse ad andare in esilio prima a New York e poi a L'Avana.
Díaz tornò in Messico nel maggio del 1916 per fondare l'Esercito Riorganizzatore Nazionale (Ejército Reorganizador Nacional), il primo vero braccio armato del movimento felicista ma non riscontrò un grande successo. L'anno seguente, dopo l'approvazione della nuova Costituzione di orientamento, almeno de iure, democratico, Díaz tentò con le sue forze di farsi promotore di una controrivoluzione ma il suo piano risultò in un altro fallimento e le sue forze si ritirarono negli stati meridionali per continuare con le rivolte e la guerriglia dando abbastanza filo da torcere, soprattutto alla fine della guerra civile, alle forze governative.
Nonostante questo però Díaz fu nuovamente esiliato nel 1920 e in quest'anno, con anche il consolidamento del potere costituzionalista da parte del generale Álvaro Obregón, cessarono di conseguenza le operazioni militari dei felicisti.